# Sant’Angelo Le Fratte
Sant’Angelo Le Fratte ist eine süditalienische Gemeinde (comune) mit 1290 Einwohnern (Stand 31. Dezember 2023) in der Provinz Potenza in der Basilikata. Sie grenzt an die Gemeinden Savoia di Lucania, Brienza, Tito und Sasso di Castalda sowie an die Provinz Salerno (Kampanien) mit den Gemeinden Caggiano und Polla. Sant’Angelo Le Fratte ist Teil der Comunità montana Melandro.

## Geschichte
Von 1430 bis 1818 war Sant’Angelo Le Fratte Sitz des Bistums Satriano. 1980 wurde die Stadt durch ein Erdbeben (terremoto dell’Irpinia) stark in Mitleidenschaft gezogen. Die Schäden sind heute vollständig behoben.

## Wappen
Das Stadtwappen besteht aus einem blauen Schild auf dem das Abbild des geflügelten Erzengels Michael zu erkennen ist. Er hält ein Schwert in der Hand, das er gegen den Teufel, der zu seinen Füßen liegt, gerichtet hat.

## Interessante Lokalitäten
- Palast Galasso (heute Sitz des Rathauses)
- Villa Giacchetti (18. Jahrhundert)
- Chiesa Madre del Sacro Cuore e San Michele Arcangelo (17. Jahrhundert), auch Santa Maria Maggiore und später S. Maria ad Nives genannt. Sie enthält die Werke Madonna del Rosario und Natività, die beide Giovanni De Gregorio zugeschrieben werden.
- Chiesa dell’Annunziata
- Cappella del Carmine (1858)
- Cappella di Santa Maria
- Cappella della Madonna di Viaggiano
- Eremo francescano
- I Murales
- Le Cantine

### Festivitäten
- 1. Mai: festa in onore di S.Giuseppe Lavoratore
- 8. Mai: festeggiamenti in onore di San Michele Arcangelo
- 13. Juni: festa in onore di Sant’Antonio da Padova
- 2. Juli: festa in onore della Madonna delle Grazie
- 13.–15. August: Cantine aperte
- 28. September: festa in onore della Madonna di Viggiano
- 29. September: festeggiamenti in onore di San Michele Arcangelo
- 13. Dezember: festa in onore di Santa Lucia Vergine e Martire

### Persönlichkeiten
- Cherubino Caietano (* um 1544), Bischof von Campagna und Satriano.
- Marco Lauro (* um 1571), Bischof von Campagna und Satriano.
- Juan Caramuel y Lobkowitz (1606–1682), Bischof von Campagna und Satriano.